# Xylopia aethiopica
Xylopia aethiopica, llamada también pimienta etíope  (Ethiopian-pepper en inglés) es un árbol perennifolio, aromático, de la familia Annonaceae que puede crecer hasta 20 m de alto. Es  nativo de las selvas bajas tropicales y bosques marginales húmedos en las zonas de sabana de África.
Los frutos secos de X. aethiopica (granos de Selim) se utilizan como especia y en medicina herbal.

## Etimología
Xylopia es una compresión de griego ξυλον πικρον (xylon pikron) significando "madera amarga". La segunda parte del nombre binomial de la planta, aethiopica, refiere al origen del árbol, en Etiopía, aun así actualmente  crece más prominentemente como cultivo en Ghana.

## Distribución
Xylopia aethiopica crece en África Tropical.  Está presente en bosques de lluvia, especialmente acercarse la costa. También crece en bosques de río y ladera, así como especie pionera en las regiones más áridas de la sabana.
Esta especie es presente en los países siguientes:
| - Angola - Benín - Burkina Faso - Camerún - República Centroafricana - República Democrática del Congo (especie nativa) - Etiopía (nativa) - Gabón - Gambia | - Ghana (nativa) - Guinea - Guinea-Bisáu - Costa de Marfil - Kenia (nativa) - Liberia - Mozambique (nativa) - Nigeria (nativa) - Santo Tomé y Príncipe | - Senegal (nativa) - Sierra Leona - Sudán - Sudán del Sur - Tanzania (nativa) - Togo - Uganda (nativa) - Zambia |

## Usos
Xylopia aethiopica se utiliza extensamente en construcción, cocina africana y medicina tradicional.
La corteza de la planta se utiliza para hacer puertas y tabiques. Se sabe que la madera es resistente al ataque de las termitas y se utiliza en la construcción de cabañas: postes, cuartones, cumbreras y vigas. La madera también se utiliza para la construcción de embarcaciones: mástiles, remos, remos y palos. En Togo y Gabón, la madera se utilizaba tradicionalmente para hacer arcos y ballestas para cazadores y guerreros.
La infusión de corteza o fruto de la planta ha sido útil en el tratamiento de bronquitis y enfermedades disentéricas, o como enjuague bucal para tratar dolores de muelas. También se ha utilizado como medicamento para la bilis y los dolores febriles. La corteza, cuando se sumerge en vino de palma, se usa para tratar el asma, los dolores de estómago y el reumatismo.
En Senegal, la fruta se utiliza para dar sabor al café Touba, una bebida de café que es la bebida espiritual del país y la bebida tradicional de la hermandad Mouride. En la Edad Media, la fruta se exportaba a Europa como "pimiento". En la parte oriental de Nigeria, la fruta de la planta es un ingrediente esencial en la preparación de sopas locales para ayudar a las nuevas madres a amamantar. Sigue siendo un artículo importante del comercio local en África como especia y aromatizante para alimentos y medicinas. La fruta a veces se coloca en frascos de agua para su purificación.